# Маньяк (фильм, 1934)
«Маньяк» (англ. Maniac) — американский низкобюджетный чёрно-белый научно-фантастический фильм ужасов 1934 года, снятый в поджанре «эксплуатационное кино». Лента находится в общественном достоянии в США.
Картина снята по мотивам рассказа Эдгара Аллана По «Чёрный кот», также присутствуют отсылки к его же рассказу «Убийство на улице Морг».

## Сюжет
Дон Максвелл — бывший актёр водевилей, сейчас он работает лаборантом у доктора Миршульца, безумного учёного, исследования которого направлены на воскрешение мёртвых. Однажды Максвелл убивает Мейршульца, и он пытается скрыть своё преступление, «становясь» доктором: он берёт на себя его работу, копирует его внешность и манеры. В дальнейшем он медленно сходит с ума.
Доктор-самозванец лечит душевнобольного Бакли, но случайно вводит ему адреналин, из-за чего у мужчины начинаются приступы ярости. Во время одного из таких припадков Бакли похищает женщину, срывает с неё одежду и насилует.
Жена Бакли обнаруживает тело настоящего доктора и шантажирует Дона за то, что он превратил её мужа в «зомби». Тогда фальшивый доктор пытается расправиться с ней путём хитрых манипуляций: он заставляет её поссориться со своей бывшей женой Элис Максвелл, женщины начинают ожесточённую драку.
О происходящих в доме учёного странных вещах узнаёт сосед Гуф, большой любитель кошек, поэтому он вызывает полицию, которая прекращает драку и всех арестовывает. Кот Гуфа по кличке Сатана помогает своим мяуканьем найти тело настоящего доктора, замурованное за кирпичной стеной.

## В ролях
В порядке указания в титрах
- Билл Вудс — Дон Максвелл
- Хорейс Б. Карпентер[англ.] — доктор Миршульц (безумный учёный)
- Тед Эдвардс[англ.] — Бакли
- Филлис Диллер[1] — миссис Бакли
- Тиа Рэмзи[2] — Элис Максвелл
- Дженни Дарк — Мейзи
- Марвел Андре — Марвел
- Селия МакКэнн — Джо
- Джон П. Уэйд — бальзамировщик
- Мэриан Блэктон[англ.][3] — соседка

### Об актёрском составе
- Некоторые заметные герои фильма в титрах не указаны, среди них: сосед Гуф, разводящий кошек; детектив; Мария Альтура — женщина, которую доктор Миршульц вернул к жизни — имена этих актёров и актрис неизвестны.
- Хорейс Б. Карпентер[англ.] был очень плодовитым актёром: с 1914 по 1945 год он снялся в более чем 400 фильмах, кроме того выступил режиссёром 17 лент и сценаристом девяти.
- Исполнитель главной роли, Билл (Уильям) Вудс, появился на экране здесь в первый и последний раз. В будущем он стал малоизвестным гримёром, с 1939 по 1969 год в этом качестве принял участие в примерно 30 картинах, приблизительно в половине случаев без указания в титрах[4].
- Небольшую роль соседки исполнила сценаристка (в первую очередь) и актриса Мэриан Блэктон[англ.]. Она является дочерью известного режиссёра и продюсера Джеймса Блэктона — основателя киностудии Vitagraph, «отца американской анимации».

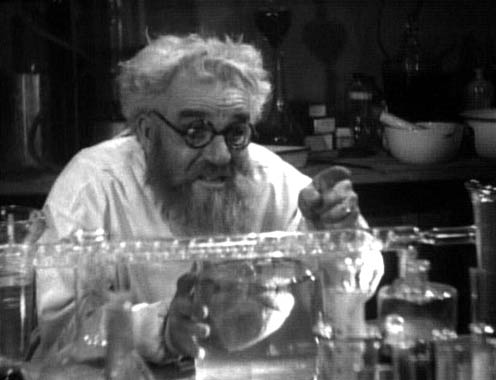
Хорейс Б. Карпентер[англ.]
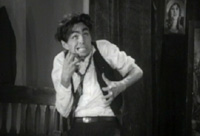
Тед Эдвардс[англ.]

## Производство и показ
Бюджет фильма составил всего 7500 долларов (ок. 171 000 долларов в ценах 2023 года). Его показ было решено оформить «само-дистрибутивным образом» путём Roadshow theatrical release. Успех ленты был очень скромным, ни газеты, ни журналы ничего о ней не написали, поэтому фильм был переименован в «Сексуальный маньяк» (англ. Sex Maniac) — и дело сразу пошло на лад. О картине начали говорить, но она приобрела печальную известность благодаря сцене, в которой один персонаж душит кошку, а затем съедает её глазное яблоко.
Рекламным слоганом фильма был «Он угрожал женщинам своими странными желаниями!» (англ. He menaced women with his weird desires!)
Премьера ленты состоялась 11 сентября 1934 года в США. Долгое время она в других странах официально не показывалась; известно, что в 2005 году «Маньяк» впервые был представлен в Финляндии (по телевидению).

## Критика и наследие
- robsmovievault.wordpress.com. В фильме «…есть женская драка с использованием шприцев для подкожных инъекций; есть женская нагота; есть кошка, которой выкололи и съели глаз; и в нём есть величайшая смехотворная сцена в истории кино, когда фальшивый доктор вводит живому человеку (который уже думает, что он орангутанг) оживляющее зелье…»[8]
- Леонард Малтин. «…типично безумный эсперский[англ.] шлокфест, снятый в основном в чьём-то подвале» (typically delirious Esper Schlockfest — filmed mostly in somebody's basement)[9].
- Дэнни Пири[англ.]. «…это худший фильм из когда-либо снятых…»[10]
- Chicago Tribune. «…Я бы не сказал, что „Хаос[англ.]“ — худший фильм, который я когда-либо видел. Есть некоторые путешествия в бездарность, подобные антиклассическому „Маньяку“ Дуэйна Эспера, которые бросают вызов всякому здравому смыслу…»[11]
- RiffTrax[англ.]. «…просмотр „Маньяка“ гарантированно станет самым странным опытом, который у вас когда-либо был… Мы предупреждаем вас, что „Маньяк“ — не для слабонервных. Краткая, частичная, жуткая, без музыки, обнажённая натура 1930-х годов (к счастью, акцент сделан на „краткая“)…»[12]
- Rotten Tomatoes поместил фильм в свой «Список из 25 фильмов настолько плохих, что их нельзя пропустить», отметив: «…Это безумный фильм о том, как сойти с ума, снятый первопроходцем в области эксплуатации, Дуэйном Эспером… В комплекте с эпизодами поедания глазных яблок, дракой девушек со шприцами и замурованной кошкой, он также может похвастаться диалогами типа: “О! Крадутся по моему телу! Мурашки по моим венам! Льётся моя кровь! О, огненные стрелы в моём мозгу! Ударь меня ножом! Я этого не вынесу! Я не буду!”»[13].
- Итальянская версия журнала Vanity Fair включила фильм в свой «Список 20 худших фильмов из когда-либо снятых»[14].
- «Маньяк» стал первой лентой, включённой в «Список фильмов, считающихся худшими[англ.]».
- В 2002 году «Маньяк» вышел на DVD[15].
- В 2005 году публицист Джон Дж. Б. Уилсон включил фильм в свою книгу «Официальный путеводитель по „Золотой малине“[англ.]», указав её в списке «100 самых забавно плохих фильмов, когда-либо снятых»[16].
- В 2010 году «Маньяк» был рассмотрен в документальной ленте «Американский грайндхаус»[17].